# Liste der Naturwaldreservate in Niedersachsen
Die Liste der Naturwaldreservate in Niedersachsen enthält 107 (Stand April 2025) Naturwaldreservate in Niedersachsen. Die Liste enthält die amtlichen Bezeichnungen für Namen, Kennung, Naturraum, Größe und das Jahr der Ausweisung. Die geographische Lage ist gemittelt und die Angabe des Landkreises bzw. der Stadt bezieht sich auf diese Angabe. Die Gebiete können sich jedoch auch über mehrere Landkreise erstrecken.
Seit etwa 40 Jahren (verstärkt seit dem Naturschutzjahr 1970) werden in ganz Deutschland Naturwaldreservate ausgewiesen, um eine Palette an Totalreservaten zu erhalten. Naturwaldreservate sind Wälder, die sich in einem weitgehend naturnahen Zustand befinden. Die natürliche Waldentwicklung läuft hier ungestört ab. Im Lauf der Zeit entstehen dort Urwälder mit starken Bäumen und viel Totholz. In Niedersachsen gibt es derzeit 107 solche Naturwaldreservate mit 4576 ha Fläche.

## Liste
| Name des Gebietes              | Bild           | Kennung | Naturraum                                            | Landkreis / Stadt             | Beschreibung / Bemerkungen | Standort | Fläche in Hektar | Jahr der Verordnung |
| ------------------------------ | -------------- | ------- | ---------------------------------------------------- | ----------------------------- | --- | -------- | ---------------- | ------------------- |
| Ahlershorst                    |                | 03-132  | Stader Geest                                         | Landkreis Cuxhaven            | Der Naturwald besteht aus zwei Teilflächen auf mäßig wechselfeuchtem Standort mit mäßiger Nährstoffversorgung, z. T. mit leichter Moorauflage. Die Natürliche Waldgesellschaft ist ein Übergang vom Flattergras-Buchenwald zum Stieleichen-Hainbuchen-Wald, wobei die Aspekte des Flattergras-Buchenwaldes überwiegen. Die gesamte Naturwaldfläche ist historisch alter Wald. | Position | 4,5              | 1996                |
| Ahlhorner Fischteiche          |                | 03-131  | Dümmer Geestniederung und Ems-Hunte-Geest            | Landkreis Oldenburg           | Überwiegend naturnah entwickelte Erlen- und Eschenwälder der Auen und Quellbereiche mit ausgeprägter Überflutungsdynamik auf vorwiegend basen- und nährstoffarmen Standorten mit einer an diese angepassten Vegetation. | Position | 18,6             | 1998                |
| Allerauenwald im Drömling      |                | 03-151  | Weser-Aller-Tiefland                                 | Landkreis Helmstedt           | Ziel der Naturwaldausweisung ist die Entwicklung und Sicherung eines Auenwaldes unter optimierten Wasserverhältnissen. | Position | 99,2             | 2011                |
| Altes Gehege                   |                | 03-032  | Lüneburger Heide                                     | Landkreis Uelzen              | Laubmischwald aus Buche, Stieleiche, Hainbuche, Erle, Esche und anderen Baumarten in unterschiedlicher Mischung auf kleinflächig stark wechselnden Standorten mit differenziertem Grund- und Stauwassereinfluss. In der im Jahr 2000 integrierten Entwicklungsfläche südlich des Weges auch Roterle auf Quellmoor. | Position | 23,9             | 1972                |
| Barenberg                      |                | 03-130  | Dümmer Geestniederung und Ems-Hunte-Geest            | Landkreis Cloppenburg         | Ausgesprochen schwachwüchsige Kiefern- und Kiefernmischbestände auf zum Teil extrem armen und trockenen Sandstandorten. Ausgeprägtes Geländerelief mit bis zu 2 m hohen Binnendünen. Teilflächen seit 1950 ohne Bewirtschaftung. | Position | 10,4             | 1997                |
| Barnbruch                      |                | 03-137  | Weser-Aller-Tiefland                                 | Landkreis Gifhorn             | Der Naturwald besteht aus drei Teilflächen und zu 80 % als stark grundwasserbeeinflusst kartiert. | Position | 39,0             | 1986                |
| Bennerstedt                    |                | 03-090  | Elbtalniederung                                      | Landkreis Lüneburg            | Naturnah ausgeprägter Erlenbruchwald, Restbestand eines ehemals ausgedehnten Bruchwaldkomplexes. In der im Jahr 2000 angegliederten Entwicklungsfläche im Süden in Buche-Eichenwald übergehend; auf Teilflächen auch abgeräumte Fichte und Pappel. | Position | 29,9             | 1987                |
| Bienenknick                    |                | 03-113  | Unteres Weserbergland und Oberes Weser-Leinebergland | Landkreis Schaumburg          | Kleines Naturwaldgebiet mit naturnahem Buchenwald auf Keuperstandorten; in Kuppenlage arm / trocken, in Hanglagen deutlich günstiger, tlw. stark pseudovergleyt, alle Expositionen vorhanden; im Talbereich frische bis nasse, reiche Alluvial-Standorte entlang des Friedrichsburger Baches mit naturnahem Erlen-Eschenwald; künstliche Teichanlage im Talbereich. | Position | 17,6             | 1998                |
| Blütlinger Holz                |                | 03-027  | Wendland und Altmark                                 | Landkreis Lüchow-Dannenberg   | Repräsentativer Naturwald für die Erlenbruchwälder des Ostniedersächsischen Tieflandes, angrenzende Übergangsstandorte eingeschlossen; verbreitet naturnahe Roterlen-Bestände, teilweise mit Esche, Birke und anderen, in Übergangsbereichen Eichen-Hainbuchen-Bestände mit Mischbaumarten und vielfach ausgeprägter Strauchschicht. | Position | 84,3             | 1972                |
| Bockmerholz                    |                | 03-082  | Niedersächsische Börden                              | Region Hannover               | Naturnahe Laubwälder auf gut bis sehr gut nährstoffversorgten, nachhaltig frischen bis stärker grundwasserbeeinflussten Standorten aus pleistozänen Deckschichten über Kreidekalk; Standorte transektartig aneinandergereiht. | Position | 41,6             | 1995                |
| Bohldamm                       |                | 03-094  | Elbtalniederung                                      | Landkreis Lüneburg            | Repräsentativer Naturwald der grundwassergeprägten, meist ziemlich gut nährstoffversorgten Standorte; abwechslungsreiches Standortsmosaik durch unterschiedliche Vernässungsgrade, naturnahe Laubwald-Mischbestände mit außergewöhnlich hohem Anteil der Flatterulme; auf kleinen, geringfügig erhöhten „Mineralboden-Inseln“, kann sich die Buche halten, im Gegensatz zu den umgebenden Feuchtstandorten, die periodisch überflutet werden. | Position | 84,8             | 1997                |
| Bornbruchsmoor                 |                | 03-034  | Lüneburger Heide                                     | Landkreis Gifhorn             | Relativ kleiner Naturwald auf Übergangsmoorstandorten mit bunter Baumartenpalette, auf Teilflächen fast reine Birkenbestockung. | Position | 11,0             | 1972                |
| Braascher Dicke                |                | 03-081  | Lüneburger Heide                                     | Landkreis Lüchow-Dannenberg   | Kiefern-Altbestände, überwiegend aufgelockert, teilweise mit erheblicher Fichten-Beimischung, die sich zusammen mit Laubhölzern verjüngt, teilweise lockere bis dichte laubholzdominierte Sukzession mit Birke, Eberesche, Eiche u. a. auf typischem Sandstandort des ostniedersächsischen Tieflandes; Beispiel typischer Kiefern-Waldbilder mit spontaner Sukzession. | Position | 47,5             | 1996                |
| Braken                         |                | 03-072  | Stader Geest                                         | Landkreis Stade               | Repräsentatives Beispiel naturnaher Laubwälder auf grund- und stauwassergeprägten, reichen Standorten im niedersächsischen Tiefland. | Position | 95,9             | 1989                |
| Brambosteler Moor              |                | 03-134  | Lüneburger Heide                                     | Landkreis Uelzen              | Das Gebiet besteht aus drei Teilflächen, die mehr oder weniger stark vermoort sind und mehr oder weniger ausgeprägte Standortveränderungen aufweisen. | Position | 11,9             | 1988                |
| Brand                          |                | 03-057  | Weser-Aller-Tiefland                                 | Landkreis Celle               | Beispielfläche eines durch starke Veränderung des Wasserhaushalts degradierten Auwaldes in dadurch relativ naturfernem Zustand; Waldbestockung in Sukzession begriffen. | Position | 14,0             | 1974                |
| Bruchberg (NP)                 |                | 03-022  | Harz                                                 | Landkreis Goslar              | Hochmontaner Fichtenwald mit Woll. Reitgras; überwiegend lückige, ungleichwüchsige Bestockung aus Fichte, gelegentlich Birke und Eberesche; Fläche durchsetzt von unbestockten Hochmoor-Flächen; Westrand flächig zusammengebrochen. | Position | 77,4             | 1972                |
| Bruchwald bei Ehrenburg        |                | 03-136  | Dümmer Geestniederung und Ems-Hunte-Geest            | Landkreis Diepholz            | Nieder- bis Übergangsmoorstandorte mit dem Standort entsprechender Baumartenmischung einschl. Buche. Allerdings fehlt die sonst für degenerierte Auen- und Bruchwaldstandorte typische Frühe Traubenkirsche. Renaturierung durch Anstau der Hauptentwässerungsgräben seit 1992. Durch die seit langem bestehende Entwässerung ist es bereits zu erheblicher Torfsackung und Mineralisierung mit entsprechender Stelzwurzelbildung gekommen. Der hohe Totholzanteil der Fläche hängt möglicherweise mit dem gestörten Wasserhaushalt zusammen. Zumindest in Teilen handelt es sich auch um Wiesenaufforstung. Kein historisch alter Waldstandort.                                                                         | Position | 10,7             | 1987                |
| Bullenberge                    |                | 03-103  | Lüneburger Heide                                     | Landkreis Heidekreis          | Kiefernpionierwald in einem gegenüber den benachbarten Ehrhorner Dünen relativ frühen Entwicklungsstadium mit beginnender oder sogar noch fehlender Laubholz-Sukzession. | Position | 83,9             | 1992                |
| Burckhardt                     |                | 03-013  | Unteres Weserbergland und Oberes Weser-Leinebergland | Landkreis Northeim            | Erstes offizielles Naturwaldreservat in Niedersachsen; Beispiel für Buchenwälder an trockenen Buntsandsteinkuppen, hier z. T. noch mit Traubeneiche bestockt. | Position | 17,0             | 1969                |
| Burckhardtshöhe                |                | 03-063  | Dümmer Geestniederung und Ems-Hunte-Geest            | Landkreis Nienburg/Weser      | Typisches Beispiel der Buchenwälder auf ziemlich gut nährstoffversorgten, nachhaltig frischen und teilweise pseudovergleyten Standorten aus Geschiebelehm mit unterschiedlicher Sandlöß-Decke; die wenigen noch vorhandenen Stieleichen werden von der wesentlich jüngeren Buche überwachsen. | Position | 21,8             | 1974                |
| Butterberg                     |                | 03-074  | Weser-Aller-Tiefland                                 | Landkreis Helmstedt           | Repräsentatives Beispiel typischer Buchenwälder auf mittleren Standorten mit unterschiedlicher Ton-Unterlagerung und daraus resultierender Pseudovergleyung im kontinental geprägten Teil der nordwestdeutschen Berglandschwelle; nadelholzgeprägte Bestockungen randlich angeschlossen. | Position | 59,7             | 1993                |
| Cananohe                       |                | 03-059  | Weser-Aller-Tiefland                                 | Region Hannover               | Kleiner Naturwald mit sandüberlagerten Geschiebelehmstandorten; früher als natürlich aufgefasster Hainbuchen-Eichenbestand stockt auf typischem Buchen-Standort; typisches Beispiel anthropogen bedingter Eichen-Hainbuchen-Wälder. | Position | 11,4             | 1974                |
| Dreyberg                       |                | 03-087  | Unteres Weserbergland und Oberes Weser-Leinebergland | Landkreis Northeim            | Repräsentatives Beispiel für submontane Buchenwälder auf Buntsandstein im Solling; sämtliche Expositionen vertreten. | Position | 85,4             | 1994                |
| Drievorden                     |                | 03-093  | Dümmer Geestniederung und Ems-Hunte-Geest            | Landkreis Grafschaft Bentheim | Repräsentatives Beispiel stark grundwasserbeeinflusster, schwach nährstoffversorgter Sandstandorte im westlichen Tiefland. Bestockung aus Erstaufforstung, kein alter Waldstandort. Das Gebiet ist von alten Entwässerungsgräben durchzogen, die jedoch nach und nach verfallen. | Position | 36,8             | 1994                |
| Dwergter Sand                  |                | 03-108  | Dümmer Geestniederung und Ems-Hunte-Geest            | Landkreis Cloppenburg         | Das Gebiet vertritt die armen Sandstandorte im Höhenpleistozän des Wuchsgebietes Niedersächsischer Küstenraum; überwiegend Kiefern-Altbestände mit Laubholzsukzessionsansatz. | Position | 35,9             | 1997                |
| Eckerhang (NP)                 |                | 03-088  | Harz                                                 | Landkreis Goslar              | Östlich exponierter Ecker-Steilhang mit wechselnden Standortsmerkmalen in 480-560 m ü. NN; Hainsimsen-Buchenwald abwechselnd mit Ahorn-Eschen-Buchen-Schluchtwald mit Mondviole; Waldbestände durch Sturmeinwirkung aufgerissen, schon jetzt hohe Totholzanteile und wechselnde Strukturen. | Position | 17,8             | 1990                |
| Egge                           |                | 03-139  | Unteres Weserbergland und Oberes Weser-Leinebergland | Landkreis Schaumburg          | Ausgangsgestein Korallenoolith. Gesamter Naturwald hat keine kompakte Form, sondern eine linienhafte Ausprägung entlang steiler Oberhangbereiche. | Position | 37,3             | 1998                |
| Ehrhorner Dünen                |                | 03-035  | Lüneburger Heide                                     | Landkreis Heidekreis          | In der Waldverwüstungszeit aufgewehte Sanddünen mit spontaner, primär-progressiver Waldentwicklung nach Kiefern-Initialpflanzung vor rund 200 Jahren. | Position | 71,1             | 1972                |
| Ewige Route                    |                | 03-080  | Lüneburger Heide                                     | Landkreis Lüchow-Dannenberg   | Repräsentatives Beispiel naturnaher Buchenwälder auf typischem Sandstandort im niederschlagsarmen Teil des ostniedersächsischen Tieflandes; einzelne Eichen und etwas Nadelholz beigemischt; Parallelbeispiel zum Naturwald Lüßberg im niederschlagsreicheren Teil des Wuchsgebietes. | Position | 41,0             | 1996                |
| Fahrenberg                     |                | 03-092  | Unteres Weserbergland und Oberes Weser-Leinebergland | Landkreis Holzminden          | Südhang mit intensiver Verzahnung von Kalk-, Löß- und Flammenmergel-Standorten im Hils. | Position | 26,1             | 1989                |
| Forellenbachtal                |                | 03-101  | Lüneburger Heide                                     | Landkreis Uelzen              | Übergangsbereich der azonalen Waldgesellschaft zur zonalen Waldgesellschaft. Aktuell mit Eiche, z. T. Roteiche und Fichte bestockt. | Position | 37,6             | 1990                |
| Franzhorn                      |                | 03-002  | Stader Geest                                         | Landkreis Rotenburg (Wümme)   | Abwechslungsreiches Naturwaldgebiet, in dem Geschiebelehmstandorte, Sandstandorte und Lauenburger Ton vereint sind, ausgeprägtes Kleinrelief, Buchen- oder Eichen geprägte Misch-bestände, randlich Kiefernbestand mit Laubholz-Sukzession sowie kleinflächiger Fichten-Jungbestand; historisch alter Waldstandort. | Position | 41,8             | 1972                |
| Friedeholz                     |                | 03-053  | Ems-Hase-Hunte-Geest                                 | Landkreis Oldenburg           | Interessantes Beispiel für Laubmischwälder mit nutzungsbedingt abgewandelter Baumartenzusammensetzung auf grundwassergeprägten, ziemlich gut nährstoffversorgten Geschiebelehmstandorten. Aufgrund des Grundwasserstandes bzw. unregelmäßiger periodischer Überstauung Grenzbereich für die Buche. | Position | 14,3             | 1974                |
| Friedrichshäuser Bruch         |                | 03-042  | Unteres Weserbergland und Oberes Weser-Leinebergland | Landkreis Northeim            | Birken-Bruchwald in der Zerfallsphase auf Moorstandorten mit teilw. gestörtem Wasserhaushalt, Fichte verbreitet vordrängend. | Position | 26,2             | 1972                |
| Fuchslöcher                    |                | 03-052  | Unteres Weserbergland und Oberes Weser-Leinebergland | Landkreis Göttingen           | Repräsentatives Beispiel für die Muschelkalk-Abbruchkanten über Röt-Ton im Südniedersächsischen Bergland. Bewegtes Gelände, schon jetzt hohe Totholz-Anteile im Bereich der Abbruchkante. | Position | 26,9             | 1974                |
| Gaim                           |                | 03-100  | Niedersächsische Börden                              | Region Hannover               | Reiche Geschiebelehmstandorte mit starkem Grundwassereinfluss und naturnaher Ausprägung des Hainbuchen-Stieleichenwaldes. | Position | 20,6             | 2004                |
| Göhrder Eichen                 |                | 03-025  | Lüneburger Heide                                     | Landkreis Lüchow-Dannenberg   | Gesamte Fläche Bestandteil des NSG Breeser Grund (VO v. 10.04.1985). | Position | 2,0              | 1972                |
| Grasborner Bruch               |                | 03-043  | Unteres Weserbergland und Oberes Weser-Leinebergland | Landkreis Northeim            | Kleinflächiges Beispiel der Laubmischwälder im Solling überwiegend auf nässegeprägten, bachbegleitenden Standorten. | Position | 10,8             | 1972                |
| Großer Freeden                 | weitere Bilder | 03-012  | Unteres Weserbergland und Oberes Weser-Leinebergland | Landkreis Osnabrück           | Langgestreckter Kalkrücken mit lößüberlagerten Hängen in allen Expositionen; einziger Naturwald im Teutoburger Wald. | Position | 41,3             | 1972                |
| Großer Staufenberg             |                | 03-017  | Harz                                                 | Landkreis Göttingen           | Repräsentatives Beispiel typischer Buchenwälder auf mittleren und besseren Standorten im Übergang von der submontanen zur montanen Stufe des Südharzes, es sind alle Expositionen in dem Gebiet vereint. | Position | 49,7             | 1972                |
| Großes Giebelmoor              |                | 03-010  | Weser-Aller-Tiefland                                 | Landkreis Gifhorn             | Im ursprünglichen Naturwaldreservat (rd. 24 ha) Erlenbruchwald u. Erlen-Eschenwald. Hier auch üppige Entwicklung der Frühblühenden Traubenkirsche. Im Erweiterungsgebiet im Osten Erlenbestände aus Pflanzung mit Ulme, Esche und naturnaher Strauchvegetation. Im Westen strukturreicher Birkenbruchwald mit hohen Totholzanteilen, z. T. mit Eiche; hier auch ein Grauerlenbestand. | Position | 121,6            | 1972                |
| Hagen                          |                | 03-096  | Wendland und Altmark                                 | Landkreis Lüchow-Dannenberg   | Seit Jahrzehnten ohne forstliche Bewirtschaftung; größtenteils durch Flurbereinigung in Landeseigentum gekommen. Historisch alter Wald mit großer Artenvielfalt an Frühjahrsgeophyten. Bestandteile des Naturwaldes sind auch Feuchtwiesenbrachen, Weidensumpfwaldbestände und Seggenrieder. Der Gesamtraum ist durch Entwässerung und Flurbereinigung beeinträchtigt. | Position | 65,5             | 1997                |
| Hagental                       |                | 03-138  | Unteres Weserbergland und Oberes Weser-Leinebergland | Landkreis Holzminden          | Quellmoor inmitten eines kleinen Talkessels. Der Birkenanteil ist offensichtlich durch frühere Durchforstungen verringert worden. | Position | 3,2              | 1989                |
| Hahnenkleeklippen (NP)         |                | 03-021  | Harz                                                 | Landkreis Goslar              | Nördliche Teilfläche: steiler bis schroffer Westhang mit Geröllhalden, 550-750 m ü. NN, bestockt mit Fichte, etwas Bergahorn und anderes Laubholz, teilweise unbestockt. Südliche Teilfläche: steiler bis schroffer Westhang, 550-750 m ü. NN, bestockt mit dem am höchsten hinaufreichenden, geschlossenen Buchenbestand des Westharzes. | Position | 29,6             | 1972                |
| Hainholz                       |                | 03-201  | Unteres Weserbergland und Oberes Weser-Leinebergland | Landkreis Göttingen           | Einziges Gebiet zur Repräsentanz der Gipskarst-Standorte in Südniedersachsen. | Position | 54,7             | 2004                |
| Haringer Berg                  |                | 03-049  | Unteres Weserbergland und Oberes Weser-Leinebergland | Landkreis Goslar              | Eichen-Hainbuchen-Buchen-Laubmischwald als Ergebnis früherer Mittelwaldwirtschaft auf Standort des Kalk-Buchenwaldes; sehr starke Verbissbelastung durch Muffelwild. | Position | 18,8             | 1972                |
| Harzer Uralt-Fichten (NP)      |                | 03-038  | Harz                                                 | Landkreis Goslar              | Hochmontaner Fichtenwald mit Woll. Reitgras; Bestockung wird teilweise von vermutlich über 250-jähriger Fichte gebildet, Laubholz sehr selten; einige unbestockte Hochmoorflächen; Bestockung in den letzten Jahren deutlich lichter werdend und absterbend. | Position | 30,0             | 1972                |
| Hau und Bark                   |                | 03-079  | Dümmer Geestniederung und Ems-Hunte-Geest            | Landkreis Diepholz            | Buchen-Mischbestände auf mächtigen Sandlöß-Standorten; entstanden aus Wiederaufforstung verheideter Flächen – sog. Erdmannbestände – und nachfolgender intensiver Waldpflege. Es besteht eine Tendenz zur Einwanderung der Spätblühenden Traubenkirsche. | Position | 33,2             | 1998                |
| Heinsener Klippen              |                | 03-085  | Unteres Weserbergland und Oberes Weser-Leinebergland | Landkreis Holzminden          | Saumartig zugeschnittener Naturwald, der Steilhang- und Kuppenlagen als Sonderstandorte auf größerer Fläche zusammenhängend erfasst, die sonst nur kleinflächig auftreten. | Position | 63,0             | 1986                |
| Herrenholz                     |                | 03-003  | Dümmer Geestniederung und Ems-Hunte-Geest            | Landkreis Vechta              | Naturwaldgebiet mit reicheren Geschiebemergel- wie Lauenburger Ton-Standorten, teilweise sandlößüberlagert; Laubholz-Mischbestände aus Buche, Stieleiche, Hainbuche, in unterschiedlicher Ausprägung; das Gebiet schließt den Urwald Herrenholz ein, eine ca. 1,6 ha große Waldparzelle mit mächtigen Eichen und Buchen und reichlichem Stechpalmen-Unterwuchs. | Position | 21,2             | 1972                |
| Hohenstein                     |                | 03-051  | Unteres Weserbergland und Oberes Weser-Leinebergland | Landkreis Hameln-Pyrmont      | Gesamte Fläche Bestandteil des NSG Hohenstein (VO v. 23. Februar 1972), überragende Bedeutung für den Artenschutz. | Position | 58,9             | 1972                |
| Hünstollen                     |                | 03-014  | Unteres Weserbergland und Oberes Weser-Leinebergland | Landkreis Göttingen           | Repräsentatives Beispiel reicher Laubmischwälder auf einer typischen Standortssequenz des Südniedersächsischen Berglandes. | Position | 56,2             | 1972                |
| Huntebruch                     |                | 03-078  | Dümmer Geestniederung und Ems-Hunte-Geest            | Landkreis Diepholz            | Flächige Niedermoorstandorte mit naturnaher Baumartenzusammensetzung; isolierter Forstort in der Feldmark mit erheblichen Randeinflüssen. | Position | 36,5             | 1976                |
| Ihlow                          |                | 03-062  | Ostfriesisch-Oldenburgische Geest                    | Landkreis Aurich              | Küstennah gelegener Naturwald auf stau- und grundwasserbeeinflussten Sandstandorten mit Lehmunterlagerung; Buchen-Eichen-Mischbestände, Kronen schon der Windschur ausgesetzt, im Norden Erlen-Eschenwald; Standort mit Esch-Auflage, Rabatten. Historisch gestörter alter Waldstandort. | Position | 22,0             | 1974                |
| Junkerwerder                   |                | 03-116  | Elbtalniederung (am Übergang zur Lüneburger Heide)   | Landkreis Lüchow-Dannenberg   | Der Naturwald ist Teil eines knapp 30 ha großen Waldes im Überflutungsbereich der Elbe. Wohl der naturnächste und strukturreichste Hartholzauwald in Niedersachsen. Gut nährstoffversorgte, sandige Auensedimente am Elbufer; regelmäßige, natürliche Auendynamik. Eisgang mit entsprechender Beschädigung der Stämme kann vorkommen. Historisch alter Wald, mit über lange Zeit kaum beeinflusster Entwicklung. Artenreiche, typische Auenvegetation. | Position | 7,0              | 2000                |
| Kaarßer Sandberge              |                | 03-095  | Elbtalniederung                                      | Landkreis Lüneburg            | Repräsentatives Beispiel für Kiefernwälder auf ärmsten, trockenen Dünensanden im norddeutschen Tiefland; einschichtige mattwüchsige Kiefernbestände überwiegend höheren Alters, Laubholz-Verjüngung und sukzessionaler Ansatz kaum zu erkennen. | Position | 83,8             | 1998                |
| Katzenbau                      |                | 03-091  | Unteres Weserbergland und Oberes Weser-Leinebergland | Landkreis Holzminden          | Repräsentatives Beispiel der Buchenwälder im Hils auf überwiegend ziemlich gut nährstoffversorgten, unterschiedlich lößbeeinflussten Flammenmergelstandorten, im östlichen Teil Hilssandstein, teilweise als Lößbeeinflusste Fließerde; durch Vorhandensein aller Expositionen und bewegtes Geländerelief abwechslungsreiches Standortsmosaik; Buchenbestände mit Mischbaumarten in unterschiedlichen Altersklassen im Gebiet vereint. | Position | 109,0            | 1989                |
| Kiekenbruch                    |                | 03-033  | Lüneburger Heide                                     | Landkreis Gifhorn             | Reste von 200-jähriger Kiefer mit jüngerer Kiefer, Fichte und Stieleiche; in unteren Bestandesschichten, Strauchschicht und Verjüngung zusätzlich Eberesche, Birke, Weiden; besonderes geprägt durch hohe Massen an liegendem und stehendem Totholz sowie besonderen Baumformen. | Position | 5,0              | 1972                |
| Kienmoor                       |                | 03-007  | Weser-Aller-Tiefland                                 | Region Hannover               | Relativ kleiner Naturwald auf Übergangsmoorstandorten. Altkiefern möglicherweise autochthon, Bestätigung der Autochthonie der Fichte bisher nicht möglich, Fichte jedoch überwiegend aus Anflug. | Position | 16,6             | 1972                |
| Kistenberg                     |                | 03-098  | Ostfriesisch-Oldenburgische Geest                    | Landkreis Oldenburg           | Seltenes Beispiel einer größeren geschlossenen Waldfläche, die nach Entnahme des Sturmholzes nicht wieder aufgeforstet worden ist. | Position | 17,8             | 1997                |
| Kleines Giebelmoor             |                | 03-150  | Weser-Aller-Tiefland                                 | Landkreis Gifhorn             | Die Besonderheit des Gebietes liegt in der über mehrere Jahrzehnte unterbliebenen Holznutzung (genaues Jahr aber nicht bekannt) und in der hier zu beobachtenden beginnende Zerfallsphase der ältesten Moorbirken. | Position | 38,4             | 2002                |
| Königsbuche                    |                | 03-046  | Unteres Weserbergland und Oberes Weser-Leinebergland | Landkreis Göttingen           | Typisches Beispiel der Buchenwälder auf Unterem Buntsandstein im Harzvorland. | Position | 28,0             | 1972                |
| Kuxberg                        |                | 03-097  | Nördliches Harzvorland                               | Landkreis Wolfenbüttel        | Repräsentatives Beispiel der Buchenmischwälder auf reicheren Standorten, im deutlich sub-kontinental geprägten Teil der „Nordwestdeutschen Berglandschwelle“; Standorte typisch aus Muschelkalk mit Löß-Beeinflussung; abwechslungsreiches Relief, alle Expositionen vorhanden, vielseitiges Standortsmosaik. | Position | 55,4             | 1997                |
| Landwehr (Pretzetzer Landwehr) |                | 03-026  | Wendland und Altmark                                 | Landkreis Lüchow-Dannenberg   | Repräsentativer Naturwald für die grundwasserbeeinflussten, besser nährstoffversorgten Sandstandorte des Ostniedersächsischen Tieflandes; Waldbestände verbreitet noch durch Stieleiche und Hainbuche geprägt, mit deutlicher sukzessionaler Tendenz zu mehr Buchenbeteiligung. | Position | 101,4            | 1972                |
| Lange Wande                    |                | 03-111  | Unteres Weserbergland und Oberes Weser-Leinebergland | Landkreis Schaumburg          | Repräsentatives Beispiel einer ausgedehnten Kalk-Felssteilwand, eingebettet in das typischerweise zusammenhängend auftretende Standortsmosaik mit flach abfallendem Hang, Felskamm und allmählich ausstreichenden Hangfußstandorten; je nach Standort mattwüchsige bis frohwüchsige Buchen-Mischbestände. | Position | 34,0             | 1997                |
| Limker Strang                  |                | 03-044  | Unteres Weserbergland und Oberes Weser-Leinebergland | Landkreis Northeim            | Typisches Beispiel submontaner Buchenwälder im Solling mit Verjüngungsdynamik in Bestandeslücken. | Position | 20,5             | 1972                |
| Lohn                           |                | 03-058  | Lüneburger Heide                                     | Landkreis Uelzen              | Repräsentatives Beispiel für Buchenwälder auf reichen Standorten mit Geschiebemergel (hier mit Sandlößüberlagerung). | Position | 37,1             | 1974                |
| Luhdener Klippen               |                | 03-140  | Unteres Weserbergland und Oberes Weser-Leinebergland | Landkreis Schaumburg          | Ausgangsgestein Korallenoolith. Kleiner Naturwald in langgestreckter Form; Felsbereich mit angrenzendem steilen Oberhang. | Position | 5,8              | 1998                |
| Lüßberg                        |                | 03-030  | Lüneburger Heide                                     | Landkreis Celle               | Seltener naturnaher Buchen-Altbestand auf typischem Sandstandort im niederschlagsreicheren Teil des ostniedersächsischen Tieflandes, Eichen-Beimischungen anthropogen gefördert; Parallelbeispiel zum Naturwald Ewige Route im niederschlagsarmen Teil des Wuchsgebietes. | Position | 29,1             | 1974                |
| Maaßel                         |                | 03-008  | Weser-Aller-Tiefland                                 | Landkreis Gifhorn             | Nutzungsbedingt abgewandelte Waldbestockung aus Stieleiche und Hainbuche auf deutlich stauwassergeprägtem Geschiebelehmstandort über Kreidekalk im tiefen Unterboden, relativ kontinental geprägter Klimabereich. | Position | 11,9             | 1972                |
| Maschbruch                     |                | 03-135  | Lüneburger Heide                                     | Landkreis Uelzen              | Der Naturwald Maschbruch erfüllt als Kernzone eines Naturschutzgebiets wichtige Funktionen für den Arten- und Biotopschutz. | Position | 6,6              | 1994                |
| Meinsberg                      | weitere Bilder | 03-060  | Unteres Weserbergland und Oberes Weser-Leinebergland | Region Hannover               | Repräsentativer Naturwald für die reicheren, lößbeeinflussten Jurakalk-Standorte unter Einschluss von Teilflächen mit mächtiger Lößdecke und des Münder Mergels im atlantisch ausgeprägten westlichen Teil des Unteren Weser-Leine-Berglandes, ebenso ein typisches Buchenwald-Gebiet für die reicheren Standorte im südlichen Teil des Deister; weit überwiegend naturnahe Buchen-Altbestände, ergänzt um eine verjüngte Buchenfläche mit Überhalt. | Position | 65,1             | 1971                |
| Meninger Holz                  |                | 03-076  | Lüneburger Heide                                     | Landkreis Harburg             | Repräsentativer Naturwald mit Vorkommen wuchsgebietstypischer Standorte und abwechselnden Bestandesstrukturen. | Position | 68,3             | 1986                |
| Mittelberg (NP)                |                | 03-106  | Harz                                                 | Landkreis Göttingen           | Repräsentatives Beispiel für typische, meist mäßig versorgte Standorte in der submontanen Stufe des Harzes mit allen Expositionen; Bestände aus Buche und Fichte, rein und gemischt, in verschiedenen Altersstufen. | Position | 123,7            | 1996                |
| Mittlerer Ith                  |                | 03-084  | Unteres Weserbergland und Oberes Weser-Leinebergland | Landkreis Holzminden          | Kleiner Naturwald mit nassem, sickerfeuchtem Sonderstandort im Zentrum. | Position | 13,7             | 1987                |
| Mühlenberg (NP)                |                | 03-105  | Harz                                                 | Landkreis Göttingen           | Repräsentatives Beispiel für die Hainsimsen-Buchenwälder in der submontanen Stufe des Harzes auf etwas besser versorgten Standorten, in allen Expositionen, bis in die montane Stufe hinaufreichend; großflächig fast reine Buchenwälder unterschiedlichen Alters. | Position | 254,5            | 1996                |
| Neue Forst                     |                | 03-109  | Weser-Aller-Tiefland                                 | Landkreis Nienburg/Weser      | Repräsentativer Naturwald für die armen, trockenen Sandstandorte im Höhenpleistozän des Wuchsgebietes Mittel-Westniedersächsisches Tiefland; überwiegend Kiefern-Altbestände mit Buchengruppen, verbreitet laubholzbetonte Sukzessionstendenzen; kein historisch alter Waldstandort. | Position | 53,5             | 1997                |
| Neuenburger Urwald             |                | 03-071  | Ostfriesisch-Oldenburgische Geest                    | Landkreis Friesland           | Europaweit bekannte „Urwald“-Fläche mit mächtigen Stieleichen, Hainbuchen, Buchen u. a., als Relikte früherer Waldnutzungsformen auf gut nährstoffversorgten stauwasserbeeinflussten Standorten aus überdecktem Lauenburger Ton; Waldbild geprägt von mächtigen Baumgestalten, vielem starkem, stehendem und liegendem Totholz mit teilweise dichtem Unterwuchs aus Stechpalme. | Position | 59,0             | 1990                |
| Nordahner Holz                 |                | 03-001  | Stader Geest                                         | Landkreis Cuxhaven            | Laubmischwald aus Buche, Stieleiche, Hainbuche u. a. in wechselnden Anteilen, je nach Wasserhaushalt unterschiedliche Buchenbeteiligung, auf Geschiebelehmstandorten mit unterschiedlich starkem Stauwassereinfluss. Alter Waldboden mit Vorkommen seltener Bodenpflanzen, kleiner Forstort, isoliert inmitten landwirtschaftlich genutzter Flächen gelegen. | Position | 19,2             | 1972                |
| Oderhang                       |                | 03-047  | Harz                                                 | Landkreis Göttingen           | Nordexponierter, reicher, z. T. sickerfeuchter Hang in der submontanen Stufe des Südharzes. | Position | 16,6             | 1972                |
| Pferdekrippe                   |                | 03-104  | Unteres Weserbergland und Oberes Weser-Leinebergland | Landkreis Göttingen           | Beispiel kleinflächig auftretender Buchenmischwälder auf trockenen, skelettreichen, steilen Kalkstandorten. | Position | 18,1             | 1989                |
| Rieseberg                      |                | 03-055  | Nördliches Harzvorland                               | Landkreis Helmstedt           | Durch intensive Weide-, Mast- und Brennholznutzung stark veränderte Baumartenkombination eines potentiellen Perlgras-Buchenwaldes. | Position | 19,0             | 1974                |
| Rinderweide                    |                | 03-037  | Unteres Weserbergland und Oberes Weser-Leinebergland | Landkreis Hameln-Pyrmont      | Zahlreiche Quellaustritte charakterisieren die Rinderweide und führen zur Ausprägung eines Quell-, Erlen- und Eschenwaldes. | Position | 3,4              | 1972                |
| Ringelah                       |                | 03-115  | Weser-Aller-Tiefland                                 | Landkreis Gifhorn             | Heterogenes Bestandesmosaik aus verschieden alten Beständen mit Eiche, Birke, Kiefer und Fichte, z. T. aus gepflanzten Kulturen. | Position | 42,9             | 1999                |
| Saubrink/Oberberg              |                | 03-083  | Unteres Weserbergland und Oberes Weser-Leinebergland | Landkreis Hameln-Pyrmont      | Kalk-, Löß- und Steilhangsonderstandorte mit vollständigem Standortsmosaik in enger Verzahnung: unterschiedliche Bestandeszusammensetzungen, Bestandesalter und -strukturen; größter Naturwald in Niedersachsen, kulturhistorisch bedeutsames Gebiet. | Position | 245,0            | 1986                |
| Schlenke                       |                | 03-029  | Weser-Aller-Tiefland                                 | Landkreis Heidekreis          | Seltener Restbestand flussbegleitender Auwälder; wird trotz Ausdeichung bei extremem Hochwasser überflutet; Deichverlegung bleibt zur Wiederherstellung eines 'echten' Auwaldstandortes erforderlich. | Position | 40,8             | 1972                |
| Schmidts Kiefern               |                | 03-102  | Stader Geest                                         | Landkreis Osterholz           | Seltenes Beispiel einer spontanen Pionierwald-Sukzession in einem größeren Sandabbaugebiet, umgeben von Waldbeständen, in denen alle sukzessionsrelevanten Baumarten vertreten sind; ältere Pionierwaldbestände entwickeln sich seit ca. 20 Jahren, Waldausbreitung folgte dem Abbaufortschritt, so dass verschiedene Pionierwald-Phasen nebeneinander vorkommen. | Position | 17,2             | 1997                |
| Schrabstein                    |                | 03-061  | Unteres Weserbergland und Oberes Weser-Leinebergland | Landkreis Hameln-Pyrmont      | Südexponierte Kalkstein-Felswand mit anschließendem Kalksteingeröllfeld mit charakteristischer Laubmischwaldbestockung trocken-warmer Kalkstandorte aus Buche mit beigemischter Elsbeere, Ahornarten, Sommerlinde und verschiedenen Straucharten. Südexponierter Hang, Plateaubereich und tief eingeschnittenes Kerbtal bilden vielfältiges Standortsmosaik. | Position | 22,4             | 1974                |
| Sonnenberger Moorwald (NP)     |                | 03-040  | Harz                                                 | Landkreis Goslar              | Hochmontaner Fichtenwald als typischer Hochmoor-Fichtenwald im Sonnenberger Moor an der edaphischen Waldgrenze; die Fläche schließt waldfreie Hochmoorflächen mit ein. | Position | 65,4             | 1972                |
| Sonnenkopf (NP)                |                | 03-039  | Harz                                                 | Landkreis Göttingen           | (Ober-) Montaner Buchen-Fichtenwald an einem Osthang im oberen Siebertal, bis ca. 700 m hinaufreichend; Fichten-Altbestand mit beigemischter, gleichaltriger Buche, vereinzelt Bergahorn. | Position | 33,1             | 1972                |
| Stechpalmenwald                |                | 03-036  | Lüneburger Heide                                     | Landkreis Harburg             | Das Bestandesbild erklärt sich aus sehr starken Eingriffen in einen Buchenaltbestand gegen Ende der 1960 Jahre und auch unmittelbar vor der Ausweisung des Reservates 1972. Die Hiebe und nachfolgender Windwurf in dem aufgerissenen Bestand führten zu einer großen Auflichtung und in der Folge zu einer explosionsartigen Entwicklung des wohl schon vorher im Unterstand vorhanden Ilex. Teilflächen auf denen Ilex fehlte sind noch heute als Adlerfarnlücken erkennbar. Die üppige Ilex-Entwicklung ist daneben wohl auch auf günstige kleinklimatische Bedingungen zurückzuführen, da sich der Bestand am Westrande in einer deutlich herausgehobenen Geländestufe mit einem entsprechenden Luv-Effekt befindet. | Position | 5,5              | 1972                |
| Steinbrink                     | weitere Bilder | 03-110  | Unteres Weserbergland und Oberes Weser-Leinebergland | Region Hannover               | Repräsentatives Beispiel typischer artenarmer Buchenwälder auf meist mäßig versorgten Wealden-Sandsteinböden mit unterschiedlicher Lößbeeinflussung im atlantisch ausgeprägten nordwestlichen Teil des Unteren Weser-Leine-Berglandes, ebenso ein typisches Buchenwaldgebiet für die ärmeren Standorte im nördlichen Teil des Deister; bewegtes abwechslungsreiches Geländerelief; weit überwiegend naturnahe Buchenbestände in meist aufgelockerter Bestandesstellung. | Position | 40,9             | 1997                |
| Stöberhai                      |                | 03-019  | Harz                                                 | Landkreis Göttingen           | Höchstgelegener Buchen-Altbestand des Westharzes an der Grenze zur obermontanen Stufe. | Position | 14,6             | 1972                |
| Streitfeld                     |                | 03-107  | Ostfriesisch-Oldenburgische Geest                    | Landkreis Friesland           | Das Gebiet vertritt die armen Sandstandorte mit Grundwassereinfluss des Wuchsgebietes Niedersächsischer Küstenraum; Kiefernaltbestände mit Laubholz-Sukzession; kein historisch alter Waldstandort. | Position | 28,8             | 1997                |
| Süsing                         |                | 03-077  | Lüneburger Heide                                     | Landkreis Uelzen              | Bestandestypologisch wie standörtlich sehr abwechslungsreicher Naturwald, überwiegend auf Gechiebelehmstandorten mit unterschiedlicher Geschiebedecksand-Überlagerung; sehr unterschiedliche Bestandesalter und Baumarten-Mischungen vorhanden. | Position | 64,5             | 1996                |
| Totenberg                      |                | 03-086  | Unteres Weserbergland und Oberes Weser-Leinebergland | Landkreis Göttingen           | Repräsentatives Beispiel typischer Buchenwälder auf Buntsandsteinstandorten im Südniedersächsischen Bergland außerhalb des Solling. | Position | 87,0             | 1989                |
| Tüxenfläche                    |                | 03-005  | Lüneburger Heide                                     | Landkreis Uelzen              | Mäßig sommertrockener, schwacher Sandstandort; Bestockung als Ergebnis eines vor 50 Jahren unternommenen Versuchs, einen Birken-Eichenwald zu begründen, seither keinerlei Maßnahmen. | Position | 12,1             | 1972                |
| Urwald Baumweg                 |                | 03-075  | Dümmer Geestniederung und Ems-Hunte-Geest            | Landkreis Cloppenburg         | Restbestand eines Eichen-Hute- und Krattwaldes, dessen Nutzung schon im letzten Jahrhundert aufgegeben worden ist; Waldbilder geprägt durch „urtümlich“ anmutende Baumgestalten; Sukzession zu buchenreicheren Waldbestockungen noch in einem vergleichsweise frühen Stadium (Strauchschicht); hohe Totholzvorräte, hoher Anteil „besonderer Baumformen“. | Position | 37,5             | 1998                |
| Urwald Hasbruch                |                | 03-099  | Dümmer Geestniederung und Ems-Hunte-Geest            | Landkreis Oldenburg           | | Position | 38,9             | 1974                |
| Vogelherd                      |                | 03-041  | Unteres Weserbergland und Oberes Weser-Leinebergland | Landkreis Holzminden          | Kleinflächiges Beispiel für die Buchenwälder des Hochsolling. | Position | 10,8             | 1972                |
| Walbecker Warte                |                | 03-011  | Weser-Aller-Tiefland                                 | Landkreis Helmstedt           | Typisches Beispiel nutzungsbedingt abgewandelter Waldbestockung auf schweren Tonböden im kontinental geprägten Teil der nordwestdeutschen Berglandschwelle. Beobachtungsziel ist die Konkurrenzkraft der Buche gegenüber der Eiche unter den besonderen Standortsbedingungen. | Position | 51,1             | 1972                |
| Wehdenbruch                    |                | 03-133  | Stader Geest                                         | Landkreis Cuxhaven            | Ein weitestgehend aufgelöster Moorbirken-Fichten Mischbestand, darunter Naturverjüngung von überwiegend Moorbirke etwas Vogelbeere und vereinzelt Faulbaum, Fichte, Sitkafichte, Stieleiche und Spätbl. Traubenkirsche. Die gesamte Fläche ist mit alten Rabattengräben durchzogen. | Position | 8,8              | 1985                |
| Weichel                        |                | 03-073  | Stader Geest                                         | Landkreis Rotenburg (Wümme)   | Repräsentatives Beispiel der Buchenwälder des Tieflandes auf Geschiebelehmstandorten mit Geschiebedecksand-Überlagerung. | Position | 31,6             | 1986                |
| Weser-Steilhänge               |                | 03-112  | Unteres Weserbergland und Oberes Weser-Leinebergland | Landkreis Northeim            | Charakteristisches Beispiel der Weser-Steilhänge einschl. Seitentäler am Sollingrand; Buntsandsteinverwitterungsböden mit Lößbeeinflussung, auf Teilflächen deutlich bessere Nährstoffversorgung; Buchenmischbestände, verbreitet mit Nadelholzbeimischung, insbesondere von Lärche, daneben Fichte und etwas Kiefer; im Westteil überwiegend Jungbestände. | Position | 90,8             | 1997                |
| Winterlieth                    |                | 03-089  | Unteres Weserbergland und Oberes Weser-Leinebergland | Landkreis Northeim            | | Position | 98,6             | 1994                |
| Wittenheim                     |                | 03-114  | Ostfriesisch-Oldenburgische Geest                    | Landkreis Ammerland           | Naturnahe Bestockung mit Esche, Roterle, Eiche, Ulme, Bergahorn und Linde. Gut ausgebildete Strauchschicht mit Frühblühender Traubenkirsche, Pfaffenhütchen und Hasel. | Position | 12,8             | 1998                |